# Garnier z Gray
Garnier z Gray (zm. 23 lipca 1100 w Jerozolimie) – hrabia burgundzki.
W 1096 wyruszył na wyprawę krzyżową pod sztandarami swojego kuzyna Gotfryda z Bouillon. Z końcem czerwca 1099 ciężko chory Gotfryd udzielił mu pełnomocnictwa do działania w jego imieniu. 13 lipca 1099 wraz z Tankredem opuścił Jerozolimę i udał się do Jafy, aby nawiązać kontakty z Wenecjanami. Po drodze zaniemógł i został w lektyce odniesiony do Jerozolimy.
Gdy zmarł Gotfryd, Garnier zajął Wieżę Dawida. Następnie, po naradzie z urzędnikami dworskimi Gotfryda wysłał biskupa Ar-Ramli do Edessy, aby zawiadomił Baldwina I o śmierci brata i wezwał go do objęcia tronu. Odmówił też wysłannikom patriarchy Daimberta z Pizy wydania Wieży Dawida. Zmarł krótko potem, a zwolennicy Daimberta dopatrywali się w tym kary za bezbożność.